# Edvard Rønning
Edvard Normann Rønning (* 4. Mai 1952 in Trondheim, Norwegen) ist ein norwegischer Dramatiker, Dramaturg und Drehbuchautor.

## Leben
Rønning studierte Theaterwissenschaften in den Vereinigten Staaten, wo er einen Master-Abschluss erwarb. Rønning lehrte anschließend an der Technisch-Naturwissenschaftlichen Universität Norwegens (NTNU) Film- und Theaterwissenschaften in Trondheim und war auch als Hochschullehrer für Dramaturgie zehn Jahre lang tätig sowie mit einer Professor betraut. 1997 gründete Rønning einen Studiengang für Drehbuchautoren an der Den norske filmskolen in Lillehammer, den er bis zum September 2005 selbst leitete. Des Weiteren war Rønning als Dramaturg am Trøndelag Teater und für den NRK tätig. Ebenso war er zu einer Reihe von Kursen für Drehbuchautoren im In- und Ausland tätig. Auch war Rønning bei der Entwicklung von Startskripts und Drehbüchern für das Statens Studiesenter for film (früher auch bekannt als Filmutviklingen) beteiligt. Weiterhin war Rønning in der Beratung für Audiovisuelt Produksjonsfond, Nordisk Film und für den TV-Fond tätig, sowie hatte er für eine Reihe von Produzenten und Regisseuren gearbeitet.

## Auszeichnungen
Edvard Rønning wurde 1990 wegen seines Werkes Himmelplaneten mit dem Ibsen-Preis (Ibsenprisen) für die Förderung des norwegischen Dramas ausgezeichnet und belegte den zweiten Preis bei einem Wettbewerb am Nationaltheatret zum Tag der Befreiung.

## Werke und Produktionen
- Korallpalasset (2007),
- Nabo eller fiende? (2005)
- An-Magritt (Musical, 2004)
- Olav The Raindeer (2003)
- En kjernesunn død (2001)
- Tigrene tar avspark (2001)
- Mogue (2000)
- Flettfrid tar saken (1999)
- Brooklyn (1997)
- Danseskolen (1994)
- Jordens hjerte (1993)
- Munken (1991)
- Pappa Bues flyttedag (1990)
- Himmelplaneten (1989)
- Jenta mi (1989)
- Vi gaar i hjorten (1989)
- An-Magritt (1988)
- Søndags-Nielsen (1987)
- Trøndersodd (1985)
- Snu på skillingen (1984)
- Store lille Otto (1984)
- Adrian (1983)
- I døde menns kjølvann (?)
- Septemberkvinnen (?)

## Filmografie (Drehbuchautor)
- 1989: Pappa Bues flyttedag
- 1990: Himmelplaneten
- 1999: Fomlesen i kattepine (Drehbuchberater)